# Jacques Di Donato
Jacques Di Donato (né le 27 août 1942 à Bourg-en-Bresse) est un musicien interprète et improvisateur français. Clarinettiste, saxophoniste et batteur, il travaille dans des domaines variés allant du jazz à la musique contemporaine en passant par la musique classique et la  musique improvisée. Il a été professeur de clarinette au Conservatoire national supérieur de musique de Lyon entre 1984 et 2007.

## Biographie
Jacques Di Donato découvre la musique à l'âge de douze ans; il commence alors en jouant dans l'orchestre de bal de son père. Il découvre plus tard le saxophone, puis la clarinette, qui deviendra son instrument de prédilection.
Il étudie au Conservatoire national supérieur de musique de Paris où il obtient ses premiers prix de clarinette et de musique de chambre . 
Il collabore à de nombreuses formations contemporaines comme la formation de Jef Gilson (qui associe musique savante et musique de jazz de 1961 à 1964 avec Bernard Lubat, Michel Portal , Jean-Luc Ponty , Ivan Jullien... ), l'Atelier Musique de Ville-d'Avray dirigé par Jean-Louis Petit (1972), l'Ensemble 2e2m de Paul Méfano ... 
Il effectue de nombreuses collaborations avec des artistes comme Louis Sclavis, Pierre Boulez, Bernard Lubat, parmi de nombreux autres.
Il intervient comme soliste dans divers orchestres, notamment au nouvel orchestre philharmonique de Radio France de 1978 à 1990.
Leader de plusieurs formations (le trio de clarinettes, Jacques Di Donato Quintet, le Mhère Quartet, le Système Friche avec Xavier Charles, Brahmâ), il a créé et dirigé le festival “Fruits de Mhère, Les Champs de l’Improvisation”, consacré aux musiques d'avant-garde et aux arts expérimentaux en général. Il a fait partie du quatuor de saxophones, avec Jean-Louis Chautemps.

« ... considéré par la revue Jazzman comme l’un des responsables des progrès techniques de la clarinette dans les musiques d’aujourd’hui, J. Di Donato transcende les limites de la technique sèche de la virtuosité, en laissant la porte de l’imagination ouverte pour qu’entrent les courants d’air frais et free... »

— S. Chabard, Le Journal du Centre, mars 1996
En 1998, il est le concepteur d'un modèle de clarinettes en Si♭ et en La, le modèle Signature, pour le facteur d'instruments Henri Selmer Paris.
Pédagogue, il a formé de nombreux musiciens et artistes en classes de clarinette, de musique de chambre et de musiques improvisées au CNSMDL depuis 1984 qui revendiquent son enseignement: Alain Billard à l'IRCAM… 
Touche à tout, il a également accompagné des artistes de variétés comme Barbara...

## Distinction
- Chevalier de l'ordre des Arts et des Lettres (1985)[1].

## Discographie sélective

### Musique classique
- Bela Bartok, Contrastes: Claude Lavoix (p), Régis Pasquier (vln), Jacques Di Donato (cl), (Musical Heritage Society, Inc / MHS 4607).
- 1976: Robert Schumann,  Fantasiestucke Opus 73,Marchenerzahlungen Opus 132, Marchenbilder Opus 113: Claude Lavoix (piano) , Bruno Pasquier (alto) , Jacques Di Donato (cl), (Arion – ARN 38 317).
- 1978: Olivier Messiaen, Quatuor pour la fin du temps: Claude Lavoix (p), Alain Meunier (vc), Régis Pasquier (vln) Jacques Di Donato (cl), (Arion).
- 1978: Vinko Globokar, Discours IV: J. Di Donato/ M. Portal / J. Nouredine (cl, clb, clcb), (Deutsche Harmonia Mundi – 1C 065-99 712).
- 1991: Francis Poulenc, Sonates Pour Clarinette Et Piano, Sonate Pour Clarinette Et Basson, Trio Pour Hautbois, Basson Et Piano, Sonate Pour Deux Clarinettes, Sonate Pour Hautbois et Piano: Trio D'Anches Ozi, Kun-Woo Paik (p), Jacques Di Donato (cl), (Adda).
- 1993: Éric Donnot, Symphonie No. 1-"la presque classique", Concerto pour clarinette: Album musical de Jacques Di Donato, Orchestre Symphonique Confluences et Philippe Fournier , (iMD-ORCHESTRE-CONFLUENCES).

### Musiques improvisées
- 1981: Federico Garcia Lorca, Poemas: par Violeta Ferrer, avec Raymond Boni, Jacques Di Donato, François Tusques, (Nato).
- 1982 : Mad Sax II, Quatuor de saxophones: Jean-Louis Chautemps , Jacques Di Donato, François Jeanneau , Philippe Maté, (CY Records – 733613 WE 341).
- 1984: Martial Solal et son orchestre joue André Hodeir, Arte Della Commedia Dell, solo pour clarinette: Jacques Di Donato (cl), (Carlyne Music – 008 CD).
- 1991 : Trio de clarinettes Live, Jacques Di Donato, Louis Sclavis, Armand Angster, (FMP).
- 1993 : Clic!!!, Jacques Di Donato Quintet, (Pan Music).
- 1993 : Green dolphy suite, Double trio, (ENJA Records).
- 1995 : Déblocage d'émergence, quartet Michel Edelin, (AA Records).
- 1996 : Système Friche, Xavier CHARLES, Jacques DI DONATO, (In Situ).
- 1996 : Du Slavon Glagol, Xavier Charles, Jacques Di Donato, (Khôkhôt).
- 1999 : "La Compagnie des Musiques à Ouïr", la Grande Compagnie des Musiques à Ouïr, (la Lichère - Frémeaux associés).
- 2002: ... Et la Tosca Passa ...: Michel Edelin, Jacques Di Donato, François Couturier , François Méchali , Daniel Humair,  (Charlotte Productions CP 200).
- 2007 : Les p’tites chansons de Marc Perrone, Marc Peronne, (Rue Bleue Productions).
- 2010 : Images et Personnages, Gael Mevel quintet, (Leo Records).
- 2011 : Brahmâ, Brahmâ Trio.
- 2012 : Resurgence: quartet Michel Édelin, Michel Edelin, Jacques Di Donato, Jean-Jacques Avenel, Simon Goubert, (Rogueart, ROG-0049).
- 2015 : Commun leurre, duo avec Nicolas Nageotte, Urborigène.
- 2015: Winter Mass: Jacques Di Donato, Frederick Galiay , Sayoko (2), (Inversus Doxa IDMM002).
- 2018 : Transhuman/ce, Nicolas Nageotte, Fabrice Charles, Roméo Monteiro, Jacques Di Donato, Urborigène.
- 2018: Ilex, Xavier Charles, Jacques Di Donato -  (Protagoniste PROTA1801).
- 2019: L'Homme De La Route: Jacques Di Donato, Bruno Maurice, (inSpir').